# Wahlkreis Frankfurt am Main I
Der Wahlkreis Frankfurt am Main I (Wahlkreis 34) ist einer von sechs Landtagswahlkreisen im Stadtgebiet der kreisfreien Stadt Frankfurt am Main in Hessen. Er umfasst die im Westen der Stadt gelegenen Ortsteile Griesheim, Gutleutviertel, Höchst, Nied, Sindlingen, Sossenheim, Unterliederbach und Zeilsheim. Seit 2018 gehört außerdem der Stadtbezirk 531 des Ortsteils Schwanheim zum Wahlkreis.
Im März 2018 wurde bekannt, dass der Wahlkreis Frankfurt am Main I eine Abweichung von mehr 25 Prozent nach unten aufweist. Die dortige Bevölkerung war von der Stadt Frankfurt falsch berechnet worden. Der Staatsgerichtshof des Landes Hessen entschied am 9. Mai 2018, dass der Frankfurt am Main I neu abgegrenzt werden muss. In der Folge schlug die Stadt Frankfurt vor, einen Teil des Stadtteils Schwanheim aus dem Wahlkreis 37 dem Wahlkreis  Frankfurt am Main I zuzuschlagen. Der Landtag verabschiedete eine entsprechende Gesetzesänderung, die am 30. Juni 2018 in Kraft trat.

## Wahl 2023
| Landtagswahl in Hessen 2023 – WK Frankfurt am Main IZweitstimmen %403020100 32,4 %16,5 %16,3 %16,2 %5,0 %4,5 %2,3 %2,0 %1,5 %3,3 % CDUAfDGrüneSPDLinkeFDPFWVoltTierschutzSonst. |

| Gegenstand der Nachweisung | Gegenstand der Nachweisung | Erst- stimmen | Erst- stimmen | Zweit- stimmen | Zweit- stimmen |
| Bewerber                   | Partei                     | Anzahl        | %             | Anzahl         | %              |
| -------------------------- | -------------------------- | ------------- | ------------- | -------------- | -------------- |
| Wahlberechtigte            | Wahlberechtigte            | 62.797        | 62.797        | 62.797         | 62.797         |
| Wähler                     | Wähler                     | 32.148        | 32.148        | 32.148         | 51,2           |
| Ungültige Stimmen          | Ungültige Stimmen          | 577           | 1,8           | 471            | 1,5            |
| Gültige Stimmen            | Gültige Stimmen            | 31.571        | 98,2          | 31.677         | 98,5           |
| davon                      |                            |               |               |                |                |
| Uwe Serke                  | CDU                        | 10.968        | 34,7          | 10.248         | 32,4           |
| Martina Feldmayer          | GRÜNE                      | 5.401         | 17,1          | 5.149          | 16,3           |
| Lino Leudesdorff           | SPD                        | 5.900         | 18,7          | 5.145          | 16,2           |
| Markus Fuchs               | AfD                        | 5.154         | 16,3          | 5.222          | 16,5           |
| Silke Wedekind             | FDP                        | 1.364         | 4,3           | 1.438          | 4,5            |
| Axel Gerntke               | Die Linke                  | 1.682         | 5,3           | 1.586          | 5,0            |
| Doris Kuhn                 | Freie Wähler               | 1.102         | 3,5           | 716            | 2,3            |
|                            | Tierschutzpartei           |               |               | 477            | 1,5            |
|                            | Die PARTEI                 | 276           | 0,9           |                |                |
|                            | Piraten                    | 135           | 0,4           |                |                |
|                            | ÖDP                        | 65            | 0,2           |                |                |
|                            | P. f. schulm. Verjf.       | 20            | 0,1           |                |                |
|                            | V-Partei³                  | 107           | 0,3           |                |                |
|                            | PdH                        | 68            | 0,2           |                |                |
|                            | ABG                        | 54            | 0,2           |                |                |
|                            | APPD                       | 43            | 0,1           |                |                |
|                            | Basis                      | 142           | 0,4           |                |                |
|                            | DKP                        | 32            | 0,1           |                |                |
|                            | DIE NEUE MITTE             | 20            | 0,0           |                |                |
|                            | Volt                       | 647           | 2,0           |                |                |
|                            | Klimaliste                 | 87            | 0,3           |                |                |

## Wahl 2018
| Gegenstand der Nachweisung | Gegenstand der Nachweisung | Wahlkreis- stimmen | Wahlkreis- stimmen | Landes- stimmen | Landes- stimmen |
| Kreiswahlbewerber          | Partei                     | Anzahl             | %                  | Anzahl          | %               |
| -------------------------- | -------------------------- | ------------------ | ------------------ | --------------- | --------------- |
| Wahlberechtigte            | Wahlberechtigte            | 61.266             | 100,0              | 61.266          | 100,0           |
| Wähler                     | Wähler                     | 33.679             | 55,0               | 33.679          | 55,0            |
| Ungültige Stimmen          | Ungültige Stimmen          | 828                | 2,5                | 799             | 2,4             |
| Gültige Stimmen            | Gültige Stimmen            | 32.851             | 100,0              | 32.880          | 100,0           |
| davon                      |                            |                    |                    |                 |                 |
| Uwe Serke                  | CDU                        | 8.888              | 27,1               | 7.900           | 24,0            |
| Petra Scharf               | SPD                        | 7.669              | 23,4               | 6.780           | 20,6            |
| Martina Feldmayer          | GRÜNE                      | 5.980              | 18,2               | 6.500           | 19,8            |
| Axel Gerntke               | LINKE                      | 2.551              | 7,8                | 2.951           | 9,0             |
| Claudius Swietek           | FDP                        | 1.757              | 5,4                | 1.946           | 5,9             |
| Markus Fuchs               | AfD                        | 4.357              | 13,3               | 4.570           | 13,9            |
| –                          | PIRATEN                    | –                  | –                  | 148             | 0,5             |
| Michael Weingärtner        | FREIE WÄHLER               | 1.047              | 3,2                | 769             | 2,3             |
| –                          | NPD                        | –                  | –                  | 62              | 0,2             |
| Jan Steffen                | Die Partei                 | 585                | 1,3                | 296             | 0,9             |
| –                          | ÖDP                        | –                  | –                  | 93              | 0,3             |
| –                          | Die Grauen                 | –                  | –                  | 133             | 0,4             |
| –                          | BüSo                       | –                  | –                  | 6               | 0,0             |
| –                          | AD-Demokraten              | –                  | –                  | 94              | 0,3             |
| –                          | Bündnis C                  | –                  | –                  | 42              | 0,1             |
| –                          | BGE                        | –                  | –                  | 32              | 0,1             |
| –                          | Die Violetten              | –                  | –                  | 45              | 0,1             |
| –                          | LKR                        | –                  | –                  | 11              | 0,0             |
| –                          | Menschliche Welt           | –                  | –                  | 23              | 0,1             |
| –                          | Die Humanisten             | –                  | –                  | 36              | 0,1             |
| –                          | Gesundheitsforschung       | –                  | –                  | 49              | 0,1             |
| –                          | Tierschutzpartei           | –                  | –                  | 371             | 1,1             |
| –                          | V-Partei³                  | –                  | –                  | 23              | 0,1             |

Neben dem direkt gewählten Wahlkreisabgeordneten Uwe Serke (CDU) ist die Grünen-Kandidatin Martina Feldmayer über die Landesliste ihrer Partei in den Landtag eingezogen. Am 1. November 2021 rückte Axel Gerntke (Die Linke) in den Landtag nach.

## Wahl 2013
| Gegenstand der Nachweisung | Gegenstand der Nachweisung | Wahlkreis- stimmen | Wahlkreis- stimmen | Landes- stimmen | Landes- stimmen |
| Kreiswahlbewerber/in       | Partei                     | Anzahl             | %                  | Anzahl          | %               |
| -------------------------- | -------------------------- | ------------------ | ------------------ | --------------- | --------------- |
| Wahlberechtigte            | Wahlberechtigte            | 56.737             | 100,0              | 56.737          | 100,0           |
| Wähler                     | Wähler                     | 34.926             | 61,6               | 34.926          | 61,6            |
| Ungültige Stimmen          | Ungültige Stimmen          | 1.189              | 3,4                | 1.006           | 2,9             |
| Gültige Stimmen            | Gültige Stimmen            | 33.737             | 100,0              | 33.920          | 100,0           |
| davon                      |                            |                    |                    |                 |                 |
| Uwe Serke                  | CDU                        | 13.387             | 39,7               | 12.150          | 35,8            |
| Hubert Schmitt             | SPD                        | 11.876             | 35,2               | 10.482          | 30,9            |
| Hans-Christian Mick        | FDP                        | 756                | 2,2                | 1.423           | 4,2             |
| Martina Feldmayer          | GRÜNE                      | 2.985              | 8,8                | 3.551           | 10,5            |
| Dominike Pauli             | LINKE                      | 2.444              | 7,2                | 2.507           | 7,4             |
| Thomas Kandziorowsky       | FREIE WÄHLER               | 835                | 2,5                | 472             | 1,4             |
| –                          | NPD                        | x                  | x                  | 425             | 1,3             |
| Frank-Michael Homa         | REP                        | 566                | 1,7                | 222             | 0,7             |
| Andreas Schieberle         | PIRATEN                    | 888                | 2,6                | 752             | 2,2             |
| –                          | BüSo                       | x                  | x                  | 61              | 0,2             |
| –                          | ADd                        | x                  | x                  | 57              | 0,2             |
| –                          | Die Grauen                 | x                  | x                  | 39              | 0,1             |
| –                          | AfD                        | x                  | x                  | 1.401           | 4,1             |
| –                          | AVIP                       | x                  | x                  | 32              | 0,1             |
| –                          | LUPe                       | x                  | x                  | 20              | 0,1             |
| –                          | ÖDP                        | x                  | x                  | 52              | 0,2             |
| –                          | Die PARTEI                 | x                  | x                  | 249             | 0,7             |
| –                          | PSG                        | x                  | x                  | 25              | 0,1             |

Uwe Serke zog als Gewinner des Direktmandats in den Landtag ein. Mit 61,6 % war es der Wahlkreis mit der niedrigsten Wahlbeteiligung.

## Wahl 2009
| Gegenstand der Nachweisung | Gegenstand der Nachweisung | Wahlkreis- stimmen | Wahlkreis- stimmen | Landes- stimmen | Landes- stimmen |
| Bewerber                   | Partei                     | Anzahl             | %                  | Anzahl          | %               |
| -------------------------- | -------------------------- | ------------------ | ------------------ | --------------- | --------------- |
| Wahlberechtigte            | Wahlberechtigte            | 56.905             | 100,0              | 56.905          | 100,0           |
| Wähler                     | Wähler                     | 28.921             | 50,8               | 28.921          | 50,8            |
| Ungültige Stimmen          | Ungültige Stimmen          | 1.035              | 3,6                | 945             | 3,3             |
| Gültige Stimmen            | Gültige Stimmen            | 27.886             | 100,0              | 27.976          | 100,0           |
| davon                      |                            |                    |                    |                 |                 |
| Alfons Gerling             | CDU                        | 12.701             | 45,5               | 11.069          | 39,6            |
| Roger Podstatny            | SPD                        | 7.110              | 25,5               | 6.056           | 21,6            |
| Hans-Christian Mick        | FDP                        | 2.665              | 09,6               | 3.940           | 14,1            |
| Martina Feldmayer          | GRÜNE                      | 3.004              | 10,8               | 3.595           | 12,9            |
| Dominike Pauli             | LINKE                      | 1.737              | 06,2               | 2.066           | 07,4            |
| Brigitte Zimmitsch         | REP                        | 301                | 01,1               | 276             | 01,0            |
| –                          | FW                         | –                  | –                  | 402             | 01,4            |
| Carlo Spengler             | NPD                        | 368                | 01,3               | 349             | 01,2            |
| –                          | PIRATEN                    | –                  | –                  | 166             | 00,6            |
| –                          | BüSo                       | –                  | –                  | 61              | 00,2            |

Neben Alfons Gerling als Gewinner des Direktmandats ist aus dem Wahlkreis noch Hans-Christian Mick über die Landesliste in den Landtag eingezogen.

## Wahl 2008
| Gegenstand der Nachweisung | Gegenstand der Nachweisung | Wahlkreis- stimmen | Wahlkreis- stimmen | Landes- stimmen | Landes- stimmen |
| Bewerber                   | Partei                     | Anzahl             | %                  | Anzahl          | %               |
| -------------------------- | -------------------------- | ------------------ | ------------------ | --------------- | --------------- |
| Wahlberechtigte            | Wahlberechtigte            | 56.681             | 100,0              | 56.681          | 100,0           |
| Wähler                     | Wähler                     | 30.933             | 54,6               | 30.933          | 54,6            |
| Ungültige Stimmen          | Ungültige Stimmen          | 876                | 2,8                | 759             | 2,5             |
| Gültige Stimmen            | Gültige Stimmen            | 30.057             | 100,0              | 30.174          | 100,0           |
| davon                      |                            |                    |                    |                 |                 |
| Alfons Gerling             | CDU                        | 12.960             | 43,1               | 12.123          | 40,2            |
| Roger Podstatny            | SPD                        | 10.141             | 33,7               | 10.260          | 34,0            |
| Martina Feldmayer          | GRÜNE                      | 2.148              | 07,1               | 1.951           | 06,5            |
| Hans-Christian Mick        | FDP                        | 1.654              | 05,5               | 2.313           | 07,7            |
| Brigitte Zimmitsch         | REP                        | 444                | 01,5               | 367             | 01,2            |
| Ulrich Spangenberger       | Tierschutzpartei           | 500                | 01,7               | 297             | 01,0            |
| –                          | BüSo                       | –                  | –                  | 14              | 0,0             |
| –                          | PSG                        | –                  | –                  | 17              | 0,1             |
| –                          | Volksabstimmung            | –                  | –                  | 39              | 00,1            |
| –                          | GRAUE                      | –                  | –                  | 98              | 00,3            |
| Wiltrud Pohl               | LINKE                      | 1.581              | 05,3               | 1.896           | 06,3            |
| –                          | Die Violetten              | –                  | –                  | 31              | 00,1            |
| –                          | FAMILIE                    | –                  | –                  | 100             | 00,3            |
| Renzo Sechi                | FW                         | 266                | 00,9               | 220             | 00,7            |
| Günter Ulrich              | NPD                        | 363                | 01,2               | 343             | 01,1            |
| –                          | PIRATEN                    | –                  | –                  | 88              | 00,3            |
| –                          | UB                         | –                  | –                  | 17              | 00,1            |

## Wahl 2003
| Gegenstand der Nachweisung | Gegenstand der Nachweisung | Wahlkreis- stimmen | Wahlkreis- stimmen | Landes- stimmen | Landes- stimmen |
| Bewerber                   | Partei                     | Anzahl             | %                  | Anzahl          | %               |
| -------------------------- | -------------------------- | ------------------ | ------------------ | --------------- | --------------- |
| Wahlberechtigte            | Wahlberechtigte            | 56.174             | 100,0              | 56.174          | 100,0           |
| Wähler                     | Wähler                     | 31.135             | 55,4               | 31.135          | 55,4            |
| Ungültige Stimmen          | Ungültige Stimmen          | 927                | 3,0                | 752             | 2,4             |
| Gültige Stimmen            | Gültige Stimmen            | 30.208             | 100,0              | 30.208          | 100,0           |
| davon                      |                            |                    |                    |                 |                 |
| Alfons Gerling             | CDU                        | 16.554             | 54,8               | 15.164          | 49,9            |
| Roger Podstatny            | SPD                        | 9.127              | 30,2               | 8.332           | 27,4            |
| Martina Feldmayer          | GRÜNE                      | 2.471              | 8,2                | 3.020           | 9,9             |
| ?                          | FDP                        | 1.257              | 4,2                | 2.154           | 7,1             |
| –                          | REP                        | –                  | –                  | 595             | 2,0             |
| ?                          | Tierschutzpartei           | 677                | 2,2                | 333             | 1,1             |
| –                          | DIE FRAUEN                 | –                  | –                  | 102             | 0,3             |
| –                          | PBC                        | –                  | –                  | 48              | 0,2             |
| –                          | DKP                        | –                  | –                  | 59              | 0,2             |
| –                          | ödp                        | –                  | –                  | 20              | 0,1             |
| ?                          | BüSo                       | 122                | 0,4                | 49              | 0,2             |
| –                          | FAG Hessen                 | –                  | –                  | 260             | 0,9             |
| –                          | PSG                        | –                  | –                  | 21              | 0,1             |
| –                          | Schill                     | –                  | –                  | 226             | 0,7             |

## Wahl 1999
| Gegenstand der Nachweisung | Gegenstand der Nachweisung | Wahlkreis- stimmen | Wahlkreis- stimmen | Landes- stimmen | Landes- stimmen |
| Bewerber                   | Partei                     | Anzahl             | %                  | Anzahl          | %               |
| -------------------------- | -------------------------- | ------------------ | ------------------ | --------------- | --------------- |
| Wahlberechtigte            | Wahlberechtigte            | 56.596             | 100,0              | 56.596          | 100,0           |
| Wähler                     | Wähler                     | 34.163             | 60,4               | 34.163          | 60,4            |
| Ungültige Stimmen          | Ungültige Stimmen          | 633                | 1,9                | 612             | 1,8             |
| Gültige Stimmen            | Gültige Stimmen            | 33.530             | 100,0              | 33.551          | 100,0           |
| davon                      |                            |                    |                    |                 |                 |
| Alfons Gerling             | CDU                        | 16.540             | 49,3               | 15.729          | 46,9            |
| Sieghard Pawlik            | SPD                        | 12.560             | 37,5               | 12.117          | 36,1            |
| ?                          | GRÜNE                      | 1.901              | 5,7                | 2.326           | 6,9             |
| ?                          | F.D.P.                     | 761                | 2,3                | 1.230           | 3,7             |
| ?                          | REP                        | 1.124              | 3,4                | 1.085           | 3,2             |
| –                          | Die Tierschutzpartei       | –                  | –                  | 164             | 0,5             |
| ?                          | DIE FRAUEN                 | 203                | 0,6                | 152             | 0,5             |
| –                          | PASS                       | –                  | –                  | 15              | 0,0             |
| –                          | DKP                        | –                  | –                  | 42              | 0,1             |
| ?                          | BüSo                       | 37                 | 0,1                | 14              | 0,0             |
| –                          | FWG                        | –                  | –                  | 35              | 0,1             |
| –                          | PBC                        | –                  | –                  | 32              | 0,1             |
| –                          | DHP                        | –                  | –                  | 4               | 0,0             |
| –                          | NATURGESETZ                | –                  | –                  | 40              | 0,1             |
| –                          | ödp                        | –                  | –                  | 17              | 0,1             |
| –                          | NPD                        | –                  | –                  | 94              | 0,3             |
| ?                          | BFB-Die Offensive          | 404                | 1,2                | 455             | 1,4             |

## Wahl 1995
| Gegenstand der Nachweisung | Gegenstand der Nachweisung | Wahlkreis- stimmen | Wahlkreis- stimmen | Landes- stimmen | Landes- stimmen |
| Bewerber                   | Partei                     | Anzahl             | %                  | Anzahl          | %               |
| -------------------------- | -------------------------- | ------------------ | ------------------ | --------------- | --------------- |
| Wahlberechtigte            | Wahlberechtigte            | 59.422             | 100,0              | 59.422          | 100,0           |
| Wähler                     | Wähler                     | 36.051             | 60,7               | 36.051          | 60,7            |
| Ungültige Stimmen          | Ungültige Stimmen          | 923                | 2,6                | 972             | 2,7             |
| Gültige Stimmen            | Gültige Stimmen            | 35.128             | 100,0              | 35.079          | 100,0           |
| davon                      |                            |                    |                    |                 |                 |
| Sieghard Pawlik            | SPD                        | 12.747             | 36,3               | 11.861          | 33,8            |
| Alfons Gerling             | CDU                        | 15.934             | 45,4               | 14.867          | 42,4            |
| ?                          | GRÜNE                      | 3.087              | 8,8                | 3.791           | 10,8            |
| ?                          | F.D.P.                     | 1.260              | 3,6                | 1.987           | 5,7             |
| ?                          | ÖDP                        | 168                | 0,5                | 88              | 0,3             |
| –                          | GRAUE                      | –                  | –                  | 217             | 0,6             |
| ?                          | REP                        | 1.548              | 4,4                | 1.462           | 4,2             |
| ?                          | Solidarität                | 47                 | 0,1                | 15              | 0,0             |
| –                          | APD                        | –                  | –                  | 91              | 0,3             |
| –                          | DKP                        | –                  | –                  | 155             | 0,4             |
| ?                          | NPD                        | 153                | 0,4                | 155             | 0,4             |
| –                          | DHP                        | –                  | –                  | 23              | 0,1             |
| –                          | f.NEP                      | –                  | –                  | 36              | 0,1             |
| –                          | NATURGESETZ                | –                  | –                  | 65              | 0,2             |
| –                          | BFB                        | –                  | –                  | 194             | 0,6             |
| –                          | PBC                        | –                  | –                  | 48              | 0,1             |
| ?                          | STATT Partei               | 184                | 0,5                | 123             | 0,4             |

## Wahl 1991
| Gegenstand der Nachweisung | Gegenstand der Nachweisung | Wahlkreis- stimmen | Wahlkreis- stimmen | Landes- stimmen | Landes- stimmen |
| Bewerber                   | Partei                     | Anzahl             | %                  | Anzahl          | %               |
| -------------------------- | -------------------------- | ------------------ | ------------------ | --------------- | --------------- |
| Wahlberechtigte            | Wahlberechtigte            | 62.776             | 100,0              | 62.776          | 100,0           |
| Wähler                     | Wähler                     | 39.535             | 63,0               | 39.535          | 63,0            |
| Ungültige Stimmen          | Ungültige Stimmen          | 797                | 2,0                | 642             | 1,6             |
| Gültige Stimmen            | Gültige Stimmen            | 38.737             | 100,0              | 38.893          | 100,0           |
| davon                      |                            |                    |                    |                 |                 |
| Alfons Gerling             | CDU                        | 18.448             | 47,6               | 17.712          | 45,5            |
| Sieghard Pawlik            | SPD                        | 15.456             | 39,9               | 14.386          | 37,0            |
| ?                          | GRÜNE                      | 2.589              | 6,7                | 3.160           | 8,1             |
| ?                          | F.D.P.                     | 1.558              | 4,0                | 1.995           | 5,1             |
| –                          | REP                        | –                  | –                  | 1.052           | 2,7             |
| ?                          | DIE GRAUEN                 | 687                | 1,8                | 451             | 1,2             |
| –                          | ÖDP                        | –                  | –                  | 76              | 0,2             |
| –                          | PBC                        | –                  | –                  | 61              | 0,2             |

## Wahl 1987
|                   | Partei            | Anzahl | %     |
| ----------------- | ----------------- | ------ | ----- |
| Wahlberechtigte   | Wahlberechtigte   | 63.406 | 100,0 |
| Wähler            | Wähler            | 47.079 | 74,3  |
| Ungültige Stimmen | Ungültige Stimmen | 511    | 1,1   |
| Gültige Stimmen   | Gültige Stimmen   | 46.568 | 100,0 |
| davon             |                   |        |       |
| Sieghard Pawlik   | SPD               | 17.951 | 38,5  |
| Alfons Gerling    | CDU               | 21.737 | 46,7  |
| ?                 | F.D.P.            | 2.273  | 4,9   |
| ?                 | GRÜNE             | 4.323  | 9,3   |
| ?                 | DKP               | 142    | 0,3   |
| ?                 | ÖDP               | 142    | 0,3   |

## Wahl 1983
|                   | Partei            | Anzahl | %     |
| ----------------- | ----------------- | ------ | ----- |
| Wahlberechtigte   | Wahlberechtigte   | 63.377 | 100,0 |
| Wähler            | Wähler            | 49.570 | 78,2  |
| Ungültige Stimmen | Ungültige Stimmen | 489    | 1,0   |
| Gültige Stimmen   | Gültige Stimmen   | 49.081 | 100,0 |
| davon             |                   |        |       |
| Helmut Frank      | CDU               | 19.724 | 40,2  |
| Sieghard Pawlik   | SPD               | 23.449 | 47,8  |
| Tom Koenigs       | GRÜNE             | 3.018  | 6,1   |
| Wolfgang Suttner  | F.D.P.            | 2.496  | 5,1   |
| Hermann Krüger    | DKP               | 138    | 0,3   |
| Uwe Steeger       | LD                | 156    | 0,3   |
| Uwe Arndt         | DS                | 44     | 0,1   |
| Ingeborg Zeisler  | EAP               | 39     | 0,1   |
| Helmut Arens      | BSA               | 17     | 0,0   |

## Bisherige Abgeordnete
Direkt gewählte Abgeordnete des Wahlkreises Frankfurt am Main I waren:
| Jahr | Direktkandidat  | Partei | Erststimmen in % |
| ---- | --------------- | ------ | ---------------- |
| 2023 | Uwe Serke       | CDU    | 32,4             |
| 2018 | Uwe Serke       | CDU    | 27,1             |
| 2013 | Uwe Serke       | CDU    | 39,7             |
| 2009 | Alfons Gerling  | CDU    | 45,5             |
| 2008 | Alfons Gerling  | CDU    | 43,1             |
| 2003 | Alfons Gerling  | CDU    | 54,8             |
| 1999 | Alfons Gerling  | CDU    | 49,3             |
| 1995 | Alfons Gerling  | CDU    | 45,4             |
| 1991 | Alfons Gerling  | CDU    | 47,6             |
| 1987 | Alfons Gerling  | CDU    | 46,7             |
| 1983 | Sieghard Pawlik | SPD    | 47,8             |
| 1982 | Helmut Frank    | CDU    | 45,4             |